# Långtjärnen (Sorsele socken, Lappland, 727944-158441)
Långtjärnen är en sjö i Sorsele kommun i Lappland och ingår i Umeälvens huvudavrinningsområde. Långtjärnen ligger i Vindelälven Natura 2000-område. Sjöns area är 0,15 kvadratkilometer och den befinner sig 355 meter över havet.